# 瓦莱 (圣玛丽亚-达费拉)
瓦莱是葡萄牙阿威罗区的一个堂区。总面积9.01平方公里，总人口2138人，人口密度237.3人/平方公里。